# Gladys Marín
Pour les articles homonymes, voir Marín.
Gladys del Carmen Marín Millie (née le 18 juillet 1937 à Curepto et morte le 6 mars 2005 à Santiago au Chili), est une enseignante, féministe, femme politique chilienne. Elle est présidente et Secrétaire générale du Parti communiste chilien (PCCh). Elle est députée dans les périodes 1965-1969, 1969-1973 et réélue en 1973. Combattante infatigable pour la démocratie et la justice, elle lutte pour les droits de l'homme au Chili à l'époque de la dictature et, ensuite, s'efforce de rendre justice pour les violations commises.

## Biographie
Gladys Marín est née le 18 juillet 1937 à Curepto. Elle est la fille d'un paysan, Heraclio Marín, et d'une institutrice, Adriana Millie et a trois sœurs (Silvia, Nancy et Soria).
Son père quitte la maison et sa mère élève seule ses quatre filles. Lorsqu'elle a quatre ans, la famille déménage à Sarmiento et plus tard à Talagante, où elle fréquente l'école primaire.
Elle suit une formation d'enseignante à l'École normale des précepteurs, où elle est élue présidente de la Fédération des élèves de l'école normale. Elle devient éducatrice pour enfants handicapés.
Elle participe activement aux mouvements de jeunesse chrétiens, devenant un membre actif de l'Action catholique Talagante.
En 1963, Gladys Marín épouse Jorge Muñoz Poutays, qu'elle a rencontré en 1959. De ce mariage, naissent deux enfants, ses enfants Rodrigo et Álvaro.

## Action politique
En 1958, Gladys Marín entre à la Jeunesse communiste du Chili, où elle participe activement au travail communautaire dans les quartiers vulnérables, comme la plantation d'espaces verts, la réparation de façades, ou la réalisation de peintures murales.

### Députée au Congrès
En 1960, elle participe au Comité central de la jeunesse communiste et, en 1965, elle en est élue Secrétaire générale. Cette même année, Gladys Marín devient la cheffe du commandement de la jeunesse pour la candidature de Salvador Allende à la présidence du Chili. Aux élections de 1964, c'est cependant Eduardo Frei Montalva qui est élu.
En 1965, elle est élue secrétaire générale de la Jeunesse communiste (JJCC) et la même année, elle quitte la pédagogie pour se consacrer entièrement à la vie politique. 
Lors des élections législatives de 1965, elle est élue députée du 2e district de Santiago, soit les communes populaires de Renca, Conchalí, Recoleta, Independencia, Colina, Til Til, Talagante, Curacaví, Quinta Normal et Barrancas (aujourd'hui Pudahuel). Elle est la plus jeune élue du Parlement. Elle est réélue en 1969 et 1973, avec un nombre de voix important. Entre fin juillet et début août 1973, elle participe au 10e Festival mondial de la jeunesse et des étudiants à Berlin-Est. Elle siège au Congrès jusqu'au 11 septembre 1973.

### Coup d’État militaire et exil
Après le coup d'État de 1973, qui renverse le gouvernement Allende, la répression s'abat sur ses soutiens. Gladys Marín entre en clandestinité alors qu'elle figure parmi les cent personnes les plus recherchées par la junte militaire, avec Orlando Letelier, Luis Corvalán, Carlos Altamirano. La plupart d'entre eux ont été emprisonnés, torturés, assassinés ou ont disparu pendant leur détention,.
En décembre 1973, elle se réfugie à l'ambassade des Pays-Bas à Santiago, y reste huit mois dans l'attente d'un sauf-conduit de la dictature militaire. 
Le 4 mai 1976, son mari Jorge Muñoz, membre de la Commission politique du Parti, est arrêté au Chili, avec cinq autres membres de la direction du PC, lors d'une opération de la Direction du renseignement national (DINA), et depuis cette date, il est un des 1 198 détenus portés disparus sous la dictature,. Gladys Marin est au Costa Rica à ce moment-là. Elle se réfugie ensuite aux Pays-Bas, puis au Luxembourg, en Union soviétique, puis à Berlin, en République démocratique allemande, laissant ses enfants chez leurs grands-parents,,.

### Retour au Chili
En 1978, elle revient clandestinement au Chili pour organiser la résistance et dirige le parti. En 1984, elle en est sous-secrétaire. 
En 1980, le parti communiste opte pour une stratégie de rébellion populaire et Gladys Marín joue un rôle déterminant dans la création de sa branche armée, le Front patriotique Manuel Rodríguez (FPMR), dirigé par des exilés de retour avec une formation militaire. Son action la plus spectaculaire a été une tentative d'assassinat avortée sur Pinochet en 1986.
Dans les années 1980, elle mène des manifestations de masse contre Pinochet, se bat pour l'abolition de la constitution issue de la dictature de Pinochet, pour la sanction de Pinochet et de tous les criminels de l'époque de la dictature. Le 12 janvier 1998, elle intente le premier procès contre Augusto Pinochet pour violations des droits humains,. Le 12 janvier 1998, elle dépose une première plainte contre Augusto Pinochet, pour la disparition de son mari Jorge Muñoz.
À la fin de la dictature, en 1990, Gladys Marín est élue Secrétaire générale du Parti communiste du Chili en 1994, poste le plus important au sein de ce parti.
En 1996, lors d'un acte de commémoration du 11 septembre, elle prononce un discours dans lequel elle affirme : « Le principal responsable du terrorisme d'État, des crimes contre l'humanité, Pinochet, continue de faire de la politique et de donner des ordres. Et il le fait parce que le Gouvernement le permet. ». L'armée chilienne dépose une plainte contre elle sur la base de la loi sur la sécurité intérieure de l'État. Elle est arrêtée en octobre de cette même année. La plainte est retirée après intervention du ministre de la Défense Edmundo Pérez Yoma, pour « raisons humanitaires et d'État ».
En 1997, elle est candidate au poste de sénateur dans la 7e circonscription de Santiago Poniente mais, avec 15,69% du nombre total de voix, elle n'est pas élue.  
Elle devient secrétaire générale du Parti communiste et est la candidate du Parti communiste à l'élection présidentielle de 1999. Elle est ainsi la première femme à avoir pris part à une élection présidentielle au Chili.
En juin 1998, elle est désignée par son parti comme candidate à la présidence de la République chilienne aux élections de 1999. Elle représente la liste Unidad de Izquierda. C'est la première fois que le Parti communiste nomme un membre de ses rangs à ce poste. Marín obtient 3,19% des voix.
En 2003, on lui diagnostique une tumeur au cerveau. Elle est opérée en Suède puis se rend à Cuba pour entamer un processus de réhabilitation organisé par son ami personnel, Fidel Castro.
En février 2004, elle présente son livre autobiographique Life is Today à la Foire internationale du livre de Cuba, avec une préface écrite par Silvio Rodríguez. 
Elle décède le 6 mars 2005 à son domicile de Lo Cañas, dans la commune de La Florida, Santiago. Le gouvernement chilien décrète deux jours de deuil national et organise en son honneur  des funérailles nationales le 8 mars 2005, journée internationale des femmes. De nombreuses personnalités politiques de tous bords assistent à ses funérailles, notamment le Président Ricardo Lagos.
Le 10 septembre 2005, son nom est donné à une section de l'avenue Pajaritos de Santiago. En 2016, le livre posthume My Friend Gladys de Pedro Lemebel est publié, dans lequel l'amitié des deux est liée.